# Norbert Hoyer
Norbert Hoyer (* 17. Oktober 1942) ist ein ehemaliger deutscher Fußballspieler. Der Defensivspieler absolvierte in der Saison 1969/70 in der Fußball-Bundesliga ein Ligaspiel für SV Werder Bremen.

## Karriere
Hoyer wurde wie seine zwei Mannschaftskameraden Jürgen Kiefert und Walter Plaggemeyer in der laufenden Saison 1969/70 aus der Amateurmannschaft in den Lizenzspielerkader der Profis von Werder Bremen übernommen. Nach der Ablösung von Trainer Fritz Rebell zum 16. März und der Nachfolge von Hans Tilkowski ab dem 17. März 1970 schlug die Stunde des Abwehrspielers bei den Werder Amateuren am 28. März beim Auswärtsspiel bei Eintracht Braunschweig. Tilkowski operierte in Braunschweig in der Abwehr vor Torhüter Günter Bernard mit Ausputzer Arnold Schütz, den drei Verteidigern Josef Piontek, Hoyer und Horst-Dieter Höttges, sowie im defensiv ausgerichteten Mittelfeld mit Herbert Meyer, Heinz Steinmann und John Danielsen. Debütant Hoyer hatte es als Vorstopper mit Kopfballspezialist Hartmut Weiß in erster Linie zu tun. Das Spiel wurde 2:1 gewonnen. In der Bundesliga Chronik ist zum Debüt von Hoyer notiert: „Der junge Hoyer nämlich wurde ins kalte Wasser geworfen und machte sich gegen Weiß sehr respektabel. Ein gutes Bundesligadebüt für den Amateur.“ Es blieb aber der einzige Bundesligaeinsatz von Hoyer.
Nach der Spielzeit wechselte er als Spielertrainer zum OT Bremen. Im Bremer Südosten leitete er einen sportlichen Aufschwung am Schevemoor ein. 1972 gelang nach zwei Aufstiegen in Folge der erstmalige Sprung ins Bremer Oberhaus. Zuvor setzte sich OT im Entscheidungsspiel gegen den TSV Lesum mit 4:3 durch. Im gleichen Jahr erreichte die Mannschaft das Endspiel um den Bremer Pokal, welches jedoch mit 1:4 gegen den Hasteder TSV verloren ging.
1975 wurde OT Meister der Landesliga und verpasste als Zweiter der Aufstiegsrunde zur Oberliga Nord hinter dem SV Eintracht Nordhorn den Aufstieg ins norddeutsche Oberhaus. Gleichzeitig qualifizierte sich die Mannschaft erstmals für den DFB-Pokal und unterlag am 3. August 1975 im Erstrundenspiel beim 2. Bundesligisten Mainz 05 mit 2:7. Hoyer lief im Mainzer Bruchwegstadion als Libero auf und erzielte in der 47. Minute den 1:4-Treffer.